# Patriark av Moskva och hela Ryssland
Patriark av Moskva och hela Ryssland (kyrkslaviska: Свѧтѣ́йшїй патрїа́рхъ моско́вскїй и҆ всеѧ̀ рꙋсѝ; ryska: Святейший Патриарх Московский и всея Руси) är den officiella titeln för Rysk-ortodoxa kyrkans patriark (ledare). 
Ämbetet hålls på livstid och utses av den Rysk-ortodoxa kyrkans heliga synod. Sedan år 2009 innehar Kirill av Moskva ämbetet. 

## Historia
Ämbetet etablerades år 1589 med Job av Moskva som förste innehavare. Dessförinnan var den Östortodoxa kyrkan i Moskva officiellt ett metropolitdöme under Konstantinopels ekumeniska patriarkat. 
År 1721 upplöstes ämbetet av Peter den Store, under dennes kyrkoreformer. Den Rysk-ortodoxa kyrkan kom under de följande två århundradena istället att ledas av en helig synod under tsarens ledning. Under den här perioden fungerade kyrkan som en del av den ryska administrationen.
Den 28 oktober (11 november enligt den julianska kalendern) 1917, samtidigt med den ryska revolutionen återinrättades ämbetet. Den första patriarken efter ämbetets återinförande var Tichon av Moskva.

## Lista över ämbetsinnehavare
1. Patriark Job av Moskva (1589–1605)
  - Patriark Ignatius (1605–1606) (Ej officiellt erkänd av den Rysk-ortodoxa kyrkan)
2. Patriark Hermogenes (1606–1612)
3. Patriark Filaret (1619–1633)
4. Patriark Joasafus I (1634–1642)
5. Patriark Josef (1642–1652)
6. Patriark Nikon (1652–1658)
7. Patriark Joasaphus II (1667–1672)
8. Patriark Pitirim av Krutitsy (1672–1673)
9. Patriark Joakim (1674–1690)
10. Patriark Adrian (1690–1700)
11. Patriark St. Tichon (1917–1925)
12. Patriark Sergej I (1943–1944)
13. Patriark Aleksij I (1945–1970)
14. Patriark Pimen I (1971–1990)
15. Patriark Aleksij II (1990–2008)
16. Patriark Kirill I (2009–nuvarande)